# Cumbal (volcan)
Pour les articles homonymes, voir Cumbal.
Le Cumbal est un volcan de Colombie constitué d'un stratovolcan s'élevant à 4 764 mètres d'altitude juste au nord de la frontière avec l'Équateur.

## Géographie

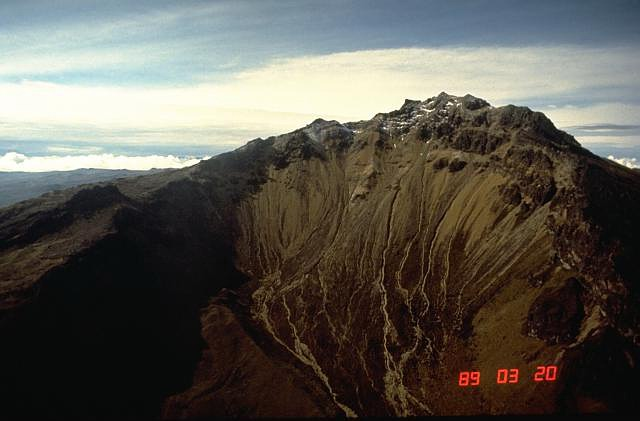
Vue aérienne du sommet du Cumbal.

## Histoire

### Histoire humaine
Le vol 120 TAME s'est écrasé le 28 janvier 2002 sur les flancs du volcan Cumbal à une altitude de 14 700 pieds (environ 4 500 mètres) alors qu'il tentait d'effectuer une approche vers l'aéroport de Tulcán, en Équateur. Cet accident a tué les 87 passagers et les 7 membres d'équipage du Boeing 727.